# Coperonus pulcher
Coperonus pulcher är en kräftdjursart som beskrevs av Brandt 1992. Coperonus pulcher ingår i släktet Coperonus och familjen Munnopsidae. Inga underarter finns listade i Catalogue of Life.